# 阿图罗·米切莱纳

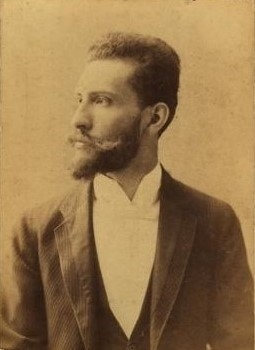
阿图罗·米切莱纳

阿图罗·米切莱纳（1863年6月16日–1898年7月29日）是一位委内瑞拉画家。他的祖父、父亲都是画家。1885年至1889年期間前往歐洲，在法國期間他師從让-保罗·劳伦斯。1898年，他因肺结核去世，年三十五岁。